# رشيد بناين
رشيد بناين (مواليد 13 فبراير 1979 في فول أون فيلين، رون) لاعب كرة قدم فرنسي جزائري . لعب مهاجمًا لشبيبة القبائل وفي UR Namur في القسم الثاني البلجيكي.

## روابط خارجية
- رشيد بناين على موقع قاعدة بيانات كرة القدم.إي يو (الإنجليزية)